# 岳化社区
岳化工矿区，又称岳化社区，中华人民共和国湖南省岳阳市云溪区下属的一个工矿区，位于云溪区东南部。

## 建制沿革
- 1969年秋，建岳阳石油化工总厂。

## 行政区划
岳化工矿区下辖5个社区：
- 汪家岭社区、安居园社区、胜利沟社区、金盆社区、青坡社区